# بلندآوای ابروسیاه
بلندآوای ابروسیاه (نام علمی: Lalage atrovirens) گونه‌ای از پرندگان تیرهٔ سنگ‌چشم-کوکویان (Campephagidae) است که در شمال گینه نو یافت می‌شود. زیستگاه طبیعی آن جنگل‌های جلگه‌ای نمناک نیمه‌گرمسیری یا گرمسیری و جنگل‌های حرای نیمه‌گرمسیری یا گرمسیری است. بلندآوای بیاک (L. leucoptera) در گذشته یک زیرگونه در نظر گرفته می‌شد. این بسیار آواساز است و اغلب به صورت دسته‌ای با گونه‌های دیگر سفر می‌کند. مانند بسیاری از گونه‌های پرندگان گینه نو، اطلاعات کمی دربارهٔ آن وجود دارد.